# 秋丸真一郎
 秋丸　真一郎（あきまる しんいちろう、1964年 - ）は、は、日本の実業家。明月堂代表取締役。

## 経歴
福岡高校卒業、西南学院大学法学部中退後、上京。ＣＭ制作会社、コンピューター機器販売会社に勤務。
1993年名月堂入社。2013年9月代表取締役社長就任。。